# Eugen York
Eugen York (Rybinsk, 26 novembre 1912 – Berlino, 18 novembre 1991) è stato un regista tedesco.

## Filmografia parziale

### Cinema
- Morituri (1948)
- Die letzte Nacht (1949)
- Disperazione (Schatten der Nacht) (1950)
- Femmina del porto (Lockende Gefahr) (1950)
- Das Fräulein von Scuderi (1955)
- Ein Herz kehrt heim (1956)
- Das Herz von St. Pauli (1957)
- Der Greifer (1958)
- Der Mann im Strom (1958)
- La ragazza dagli occhi di gatto (Das Mädchen mit den Katzenaugen) (1958)
- Assassino nella nebbia (Nebelmörder) (1964)

### Televisione
- Sechs Stunden Angst - film TV (1964)
- Großer Ring mit Außenschleife - film TV (1966)
- Gewagtes Spiel - serie TV, 26 episodi (1964-1966)
- Großer Mann was nun? - serie TV, 8 episodi (1967-1968)
- Alle Hunde lieben Theobald - serie TV, 12 episodi (1969-1970)
- Paganini - film TV (1973)
- Un caso per due (Ein Fall für zwei) - serie TV, 3 episodi (1983-1984)